# Rhopalotettix gracilis
Rhopalotettix gracilis är en insektsart som först beskrevs av Willemse, C. 1928.  Rhopalotettix gracilis ingår i släktet Rhopalotettix och familjen torngräshoppor. Inga underarter finns listade i Catalogue of Life.